# Knapphet
Knapphet är ett begrepp inom nationalekonomi som beskriver det grundläggande ekonomiska problemet där människor har obegränsade önskemål och behov i en värld av begränsade resurser. Det innebär en teori som har antagandet att det i princip aldrig kommer att finnas tillräckligt med land, mat, vatten, fordon, pengar eller liknande för att tillfredsställa de behov som människor har.